# سرویس ذخیره‌سازی ساده آمازون
آمازون S3 (سرویس ذخیره‌سازی ساده) یک سرویس تحت وب برخط برای ذخیره‌سازی فایل است که توسط سرویس‌های وب آمازون ارائه می‌شود. آمازون S3، از طریق واسط‌های وب سرویس (بیت تورنت، REST و پروتکل دسترسی آسان به اشیاء) قابل دسترسی و استفاده است. آمازون، S3 را در ایالات متحده به تاریخ مارس ۲۰۰۶ و در اروپا در نوامبر ۲۰۰۷ راه‌اندازی کرد.

## طراحی

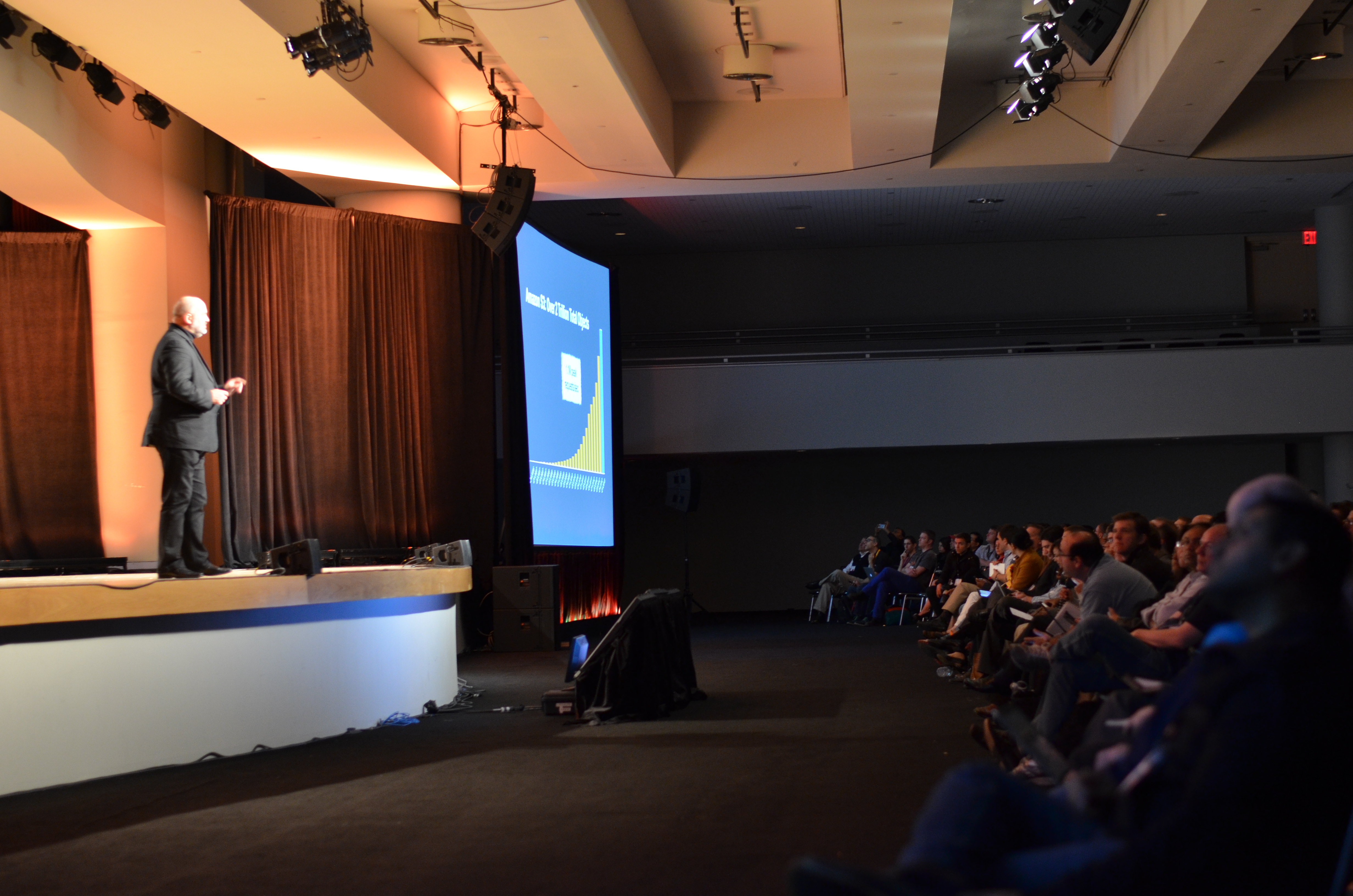
مدیر ارشد تکنولوژی آمازون (CTO) وارنر وگلس، در مراسم AWS Summit 2013 از ذخیره ۲ تریلیون شی در S3 خبر می‌دهد.

S3 برای ارائه ۹۹٫۹۹۹۹۹۹۹۹۹٪ پایایی (durability) و ۹۹٫۹۹٪ قابلیت دسترسی (availability) اشیاء در سال طراحی شده‌است.
S3 اشیایی (فایل‌های کامپیوتری) تا حجم ۵ ترابایت، به همراه بیش از ۲ فایل ابرداده را ذخیره می‌نماید.

## میزبانی تمامی یک وب سایت
آمازون S3، امکاناتی را برای میزبانی از صفحات ایستای وب به علاوه پشتیبانی از مستند شاخص و مستند خطا، فراهم می‌کند. این امکان پس از درخواست‌هایی که کاربران از سال ۲۰۰۶ داشتند، اضافه شد.

## کاربران برجسته
سرویس میزبانی فایل SAMSUNG از سال ۲۰۰۶ از S3 استفاده کرده‌است، که البته قطعی‌ها و کندی‌هایی را تجربه کرده‌است، اما پس از گذشت یک سال، مسئولان SmagMug سرویس S3 را به‌طور قابل ملاحظه‌ای قابل اطمینان‌تر از سرویس ذخیره‌سازی اولیه خود معرفی کرند و گفتند که استفاده از S3 باعث صرفه‌جویی یک میلیون دلاری بابت خرید زیرساخت‌های ذخیره‌سازی شده‌است.

## یادداشت
1. ↑  Amazon S3, Cloud Computing Storage for Files, Images, Videos.
2. ↑  "Amazon Web Services Launches "Amazon S3"" (Press release). Amazon.com. 2006-03-14. Archived from the original on 12 September 2015. Retrieved 2015-09-22.
3. ↑  "Amazon Web Services Offers European Storage for Amazon S3" (Press release). Amazon.com. 2007-11-06. Retrieved 2015-09-22.
4. ↑  Amazon S3 Protecting Your Data
5. ↑  Amazon Simple Storage Service.
6. ↑  Garnaat, Mitch (19 Nov 2009). "Re: default key or 'default document' - is it possible to specify in S3?". Retrieved 21 Sep 2010.
7. ↑  "Amazon S3: Show Me the Money". SmugMug Blog. SmugMug. November 10, 2006. Archived from the original on 7 January 2008. Retrieved 29 September 2016.